# Караман (вилајет)
Карамански вилајет (тур. Karaman ili) је вилајет у централној Турској. Захвата површину од 9,163 km². Ту живи 232,633 становника (2010. процена). Према попису из 2000. популација је била 243,210 становника. Густина насељености је 27.54 ст./km². Престоница вилајета је град Караман. Караман је подручје на ком је постојао Караманидски емират, који је престао постојати 1486. године.

## Окрузи
Карамански вилајет је подељен на 6 округа (престоница је подебљана):
- Ајранџи
- Башјајла
- Ерменек
- Караман
- Казимкарабекир
- Саривелилер

## Градови
- Гоктепе
- Килбасан
- Јешилдере

## Галерија
- Гормели, село у округу Ерменек
- Акпинар, село у округу Ајнарџи
- Поглед на мост Ала у близини Ерменека